# Convento di San Bernardino (Vetreta)
Il convento di San Bernardino è un complesso sacro situato in località Vetreta, nel comune di Massa Marittima.

## Storia e descrizione
Il convento fu costruito dai massetani nel 1445, per ricordare San Bernardino Albizzeschi. Il convento fu affidato ai Minori osservanti, con varie vicende successive di ordini conventuali, fino alla soppressione del 1784.
La chiesa ha semplice struttura: una facciata a capanna e un interno a navata unica. La pala d'altare, dedicata al Santo, è stata dipinta nel 1957 da Gastone Canessa.